# Champions Challenge vrouwen 2007
De vierde editie van de Champions Challenge-hockeytoernooi voor vrouwen had plaats van 9 juni tot en met 17 juni 2007 in Bakoe, Azerbeidzjan. Deelnemende landen waren gastland Azerbeidzjan, China, Engeland, Nieuw-Zeeland, Verenigde Staten en Zuid-Korea.

## Selecties

### Azerbeidzjan
1. Seda Kjeirova (gk)
2. Tatjana Šukurova
3. Nazira Hidajatova
4. Emine Muzaffarova
5. Zarifahon Zejnalova
6. Feruza Makajeva
7. Ljudmila Čegurko
8. Dilfuza Mirzalijeva
9. Hatira Alijeva

1. Zejnab Nurijeva
2. Gulnara Mikajilova
3. Ljubov Družinina
4. Mahira Ahmadova
5. Liana Nurijeva
6. Marina Alijeva
7. Viktorija Šahbazova (gk)
8. Natalija Sidorova
9. Inojaton Džafarova

Bondscoach: Tahir Zaman

### China
1. Zhao Xia Chen
2. Yi Bo Ma
3. Bao Rong Fu
4. Li Shuang
5. Li Hua Gao
6. Chun Ling Tang
7. Wan Feng Zhou
8. Zhen Sun
9. Yi Meng Zhang (gk)

1. Hong Xia Li
2. Ye Ren
3. Qiu Qi Chen
4. Yu Diao Zhao
5. Qing Ling Song
6. Yan Zhang
7. Qian Xing
8. E Jing Bao
9. Feng Zhen Pan (gk)

Bondscoach: Kim Chang-Back

### Engeland
1. Katy Roberts
2. Lisa Wooding
3. Crista Cullen
4. Melanie Clewlow
5. Helen Richardson
6. Jo Ellis
7. Kate Walsh
8. Chloe Rogers
9. Rachel Walker

1. Alex Danson
2. Alex Scott
3. Sally Walton
4. Hannah MacLeod
5. Joanne Ellis
6. Cathy Gilliat-Smith
7. Becky Duggan (gk)
8. Hayley Brown
9. Natalie Seymour

Bondscoach: Danny Kerry

### Nieuw-Zeeland
1. Kayla Sharland
2. Emily Naylor
3. Krystal Forgesson
4. Kate Saunders
5. Meredith Orr
6. Alana Millington
7. Jaimee Claxton
8. Honor Dillon
9. Lizzy Igasan

1. Joanne Galletly
2. Kim Noakes
3. Beth Jurgeleit (gk)
4. Caryn Paewai
5. Kimberley Green
6. Frances Kreft
7. Kate Mahon
8. Anita Wawatai (gk)
9. Charlotte Harrison

Bondscoach: Kevin Towns

### Verenigde Staten
1. Melissa Leonetti
2. Laura Suchoski
3. Rachel Dawson
4. Sarah Dawson
5. Tiffany Snow
6. Sara Silvetti
7. April Fronzoni
8. Jill Dedman (gk)
9. Dana Sensenig

1. Michelle Kasold
2. Caroline Nichols
3. Claire Laubach
4. Katelyn Falgowski
5. Dina Rizzo
6. Amy Tran (gk)
7. Lauren Crandall
8. Lauren Powley
9. Vianney Campos

Bondscoach: Pam Bustin

### Zuid-Korea
1. Lim Ju-Young (gk)
2. Lim Seon-Mee
3. Cho Hye-Sook
4. Cheon Seul-Ki
5. Kim Eun-Sil
6. Park Seon-Mi
7. Seo Hye-Jin
8. Kim Jung-Hee
9. Park Mi-Hyun

1. Kim Jin-Kyoung
2. Kim Mi-Seon
3. Kim Jong-Eun
4. Im Mi-Ra
5. Han Hye-Lyoung
6. Kim Sung-Hee
7. Jung Hang-Joo (gk)
8. Lee Young-Sil
9. Park Yeong-Sook

Bondscoach: Han Jin-Soo

## Scheidsrechters
- Sarah Garnett
- Dawn Henning
- Lisette Klaassen
- Elena Eskina

- Minka Wooley
- Lin Miao
- Nor Piza Hassan
- Lee Keum-Ju

## Voorronde
| 9 juli 13:00 |       |                  |                                                             |
| Zuid-Korea   | 2 – 0 | Verenigde Staten | Scheidsrechters: Sarah Garnett (NZL) Lisette Klaassen (NED) |
|              |       |                  | Scheidsrechters: Sarah Garnett (NZL) Lisette Klaassen (NED) |

| 9 juli 15:15 |       |               |                                                        |
| Engeland     | 1 – 0 | Nieuw-Zeeland | Scheidsrechters: Minka Wooley (AUS) Elena Eskina (RUS) |
|              |       |               | Scheidsrechters: Minka Wooley (AUS) Elena Eskina (RUS) |

| 9 juli 18:00 |       |       |                                                           |
| Azerbeidzjan | 0 – 2 | China | Scheidsrechters: Dawn Henning (ENG) Nor Piza Hassan (MAS) |
|              |       |       | Scheidsrechters: Dawn Henning (ENG) Nor Piza Hassan (MAS) |

| 10 juli 13:30 |       |          |                                                       |
| Zuid-Korea    | 4 – 2 | Engeland | Scheidsrechters: Lin Miao (CHN) Nor Piza Hassan (MAS) |
|               |       |          | Scheidsrechters: Lin Miao (CHN) Nor Piza Hassan (MAS) |

| 10 juli 15:45    |       |       |                                                        |
| Verenigde Staten | 2 – 1 | China | Scheidsrechters: Minka Wooley (AUS) Elena Eskina (RUS) |
|                  |       |       | Scheidsrechters: Minka Wooley (AUS) Elena Eskina (RUS) |

| 10 juli 18:00 |       |               |                                                           |
| Azerbeidzjan  | 0 – 1 | Nieuw-Zeeland | Scheidsrechters: Lee Keum-Ju (KOR) Lisette Klaassen (NED) |
|               |       |               | Scheidsrechters: Lee Keum-Ju (KOR) Lisette Klaassen (NED) |

| 12 juli 13:30 |       |               |                                                       |
| China         | 8 – 1 | Nieuw-Zeeland | Scheidsrechters: Dawn Henning (ENG) Lee Keum-Ju (KOR) |
|               |       |               | Scheidsrechters: Dawn Henning (ENG) Lee Keum-Ju (KOR) |

| 12 juli 15:45    |       |          |                                                         |
| Verenigde Staten | 2 – 2 | Engeland | Scheidsrechters: Sarah Garnett (NZL) Elena Eskina (RUS) |
|                  |       |          | Scheidsrechters: Sarah Garnett (NZL) Elena Eskina (RUS) |

| 12 juli 18:00 |       |            |                                                    |
| Azerbeidzjan  | 3 – 4 | Zuid-Korea | Scheidsrechters: Minka Wooley (AUS) Lin Miao (CHN) |
|               |       |            | Scheidsrechters: Minka Wooley (AUS) Lin Miao (CHN) |

| 14 juli 13:30    |       |               |                                                           |
| Verenigde Staten | 1 – 0 | Nieuw-Zeeland | Scheidsrechters: Dawn Henning (ENG) Nor Piza Hassan (MAS) |
|                  |       |               | Scheidsrechters: Dawn Henning (ENG) Nor Piza Hassan (MAS) |

| 14 juli 15:45 |       |            |                                                             |
| China         | 2 – 0 | Zuid-Korea | Scheidsrechters: Sarah Garnett (NZL) Lisette Klaassen (NED) |
|               |       |            | Scheidsrechters: Sarah Garnett (NZL) Lisette Klaassen (NED) |

| 14 juli 18:00 |       |          |                                                   |
| Azerbeidzjan  | 0 – 1 | Engeland | Scheidsrechters: Lee Keum-Ju (KOR) Lin Miao (CHN) |
|               |       |          | Scheidsrechters: Lee Keum-Ju (KOR) Lin Miao (CHN) |

| 16 juli 12:00 |       |          |                                                         |
| China         | 4 – 1 | Engeland | Scheidsrechters: Sarah Garnett (NZL) Minka Wooley (AUS) |
|               |       |          | Scheidsrechters: Sarah Garnett (NZL) Minka Wooley (AUS) |

| 16 juli 14:15 |       |               |                                                    |
| Zuid-Korea    | 3 – 1 | Nieuw-Zeeland | Scheidsrechters: Elena Eskina (RUS) Lin Miao (CHN) |
|               |       |               | Scheidsrechters: Elena Eskina (RUS) Lin Miao (CHN) |

| 16 juli 16:30 |       |                  |                                                            |
| Azerbeidzjan  | 1 – 2 | Verenigde Staten | Scheidsrechters: Dawn Henning (ENG) Lisette Klaassen (NED) |
|               |       |                  | Scheidsrechters: Dawn Henning (ENG) Lisette Klaassen (NED) |

## Eindstand voorronde
| № | Land             | WG | W | G | V | DV | DT | +/– | Punten |
| - | ---------------- | -- | - | - | - | -- | -- | --- | ------ |
| 1 | China            | 5  | 4 | 0 | 1 | 17 | 4  | +13 | 12     |
| 2 | Zuid-Korea       | 5  | 4 | 0 | 1 | 13 | 8  | +5  | 12     |
| 3 | Verenigde Staten | 5  | 3 | 1 | 1 | 7  | 6  | +1  | 10     |
| 4 | Engeland         | 5  | 2 | 1 | 2 | 7  | 10 | –3  | 7      |
| 5 | Nieuw-Zeeland    | 5  | 1 | 0 | 4 | 3  | 13 | –10 | 3      |
| 6 | Azerbeidzjan     | 5  | 0 | 0 | 5 | 4  | 10 | –6  | 0      |

## Play-offs
Om vijfde plaats
| 17 juli 13:00 |                    |               |                                                       |
| Azerbeidzjan  | 3 – 4 (verlenging) | Nieuw-Zeeland | Scheidsrechters: Dawn Henning (ENG) Lee Keum-Ju (KOR) |
|               |                    |               | Scheidsrechters: Dawn Henning (ENG) Lee Keum-Ju (KOR) |

Troostfinale
| 17 juli 15:30 |       |                  |                                                       |
| Engeland      | 2 – 1 | Verenigde Staten | Scheidsrechters: Nor Piza Hassan (MAS) Lin Miao (CHN) |
|               |       |                  | Scheidsrechters: Nor Piza Hassan (MAS) Lin Miao (CHN) |

Finale
| 17 juli 18:00 |       |            |                                                         |
| China         | 2 – 1 | Zuid-Korea | Scheidsrechters: Minka Wooley (AUS) Sarah Garnett (NZL) |
|               |       |            | Scheidsrechters: Minka Wooley (AUS) Sarah Garnett (NZL) |

## Eindstand
1. China
2. Zuid-Korea
3. Engeland
4. Verenigde Staten
5. Nieuw-Zeeland
6. Azerbeidzjan

NB: China geplaatst voor Champions Trophy 2008 in Mönchengladbach.

## Topscorers
- In onderstaand overzicht zijn alleen de speelsters opgenomen met drie of meer treffers achter hun naam.

| № | Naam           | Land             | Goals | SC | SB |
| - | -------------- | ---------------- | ----- | -- | -- |
| 1 | Cheon Seul-Ki  | Zuid-Korea       | 6     | 5  | 0  |
| 2 | Ma Yibo        | China            | 5     | 5  | 0  |
| 3 | Kate Saunders  | Nieuw-Zeeland    | 4     | 4  | 0  |
| 4 | April Fronzoni | Verenigde Staten | 3     | 1  | 0  |
| 4 | Qing Ling Song | China            | 3     | 0  | 0  |
| 4 | Chun Ling Tang | China            | 3     | 1  | 0  |

## Ereprijzen
| Topscorer     | Beste speelster | Beste keepster |
| ------------- | --------------- | -------------- |
| Cheon Seul-Ki | Kim Jin-Kyoung  | Amy Tran       |

Champions Challenge I

Mannen:
Kuala Lumpur 2001 ·
Johannesburg 2003 ·
Alexandrië 2005 ·
Boom 2007 ·
Salta 2009 ·
Johannesburg 2011 ·
Quilmes 2012 ·
Kuantan 2014
Vrouwen:
Johannesburg 2002 ·
Catania 2003 ·
Virginia Beach 2005 ·
Bakoe 2007 ·
Kaapstad 2009 ·
Dublin 2011 ·
Dublin 2012 ·
Glasgow 2014
Champions Challenge II 

Mannen:
Dublin 2009 ·
Rijsel 2011
Vrouwen:
Kazan 2009 ·
Wenen 2011